# Kulturystyka na Igrzyskach Panamerykańskich 2019
Kulturystyka na Igrzyskach Panamerykańskich 2019 odbyła się 10 sierpnia 2019 roku w Escuela Militar de Chorrillos w Limie. Trzydziestu dwóch zawodników obojga płci rywalizowało w dwóch konkurencjach.

## Podsumowanie

### Klasyfikacja medalowa
| Klasyfikacja medalowa | Klasyfikacja medalowa | Klasyfikacja medalowa | Klasyfikacja medalowa | Klasyfikacja medalowa | Klasyfikacja medalowa |
| Miejsce               | państwo               | Złoto                 | Srebro                | Brąz                  | Razem                 |
| --------------------- | --------------------- | --------------------- | --------------------- | --------------------- | --------------------- |
| 1                     | Salwador              | 2                     | 0                     | 0                     | 2                     |
| 2                     | Kolumbia              | 0                     | 1                     | 0                     | 1                     |
| =                     | Meksyk                | 0                     | 1                     | 0                     | 1                     |
| 3                     | Chile                 | 0                     | 0                     | 1                     | 1                     |
| =                     | Gwatemala             | 0                     | 0                     | 1                     | 1                     |
| Razem                 | Razem                 | 2                     | 2                     | 2                     | 6                     |

### Medaliści
| Konkurencja | 1. miejsce        | 2. miejsce       | 3. miejsce        |
| ----------- | ----------------- | ---------------- | ----------------- |
| Mężczyźni   | William Rodríguez | Carlos Giraldo   | Jonathan Martínez |
| Kobiety     | Paulina Zamora    | Xyomara Valdivia | Macarena Figueroa |